# Sternohammus femoralis
Sternohammus femoralis är en skalbaggsart som först beskrevs av Aurivillius 1927.  Sternohammus femoralis ingår i släktet Sternohammus och familjen långhorningar.
Artens utbredningsområde är Filippinerna. Inga underarter finns listade i Catalogue of Life.